# Кодоње
Кодоње је насеље у Италији у округу Тревизо, региону Венето.
Према процени из 2011. у насељу је живело 2840 становника. Насеље се налази на надморској висини од 22 м.

## Становништво
| 1951. | 1961. | 1971. | 1981. | 1991. | 2001. | 2011. |
| ----- | ----- | ----- | ----- | ----- | ----- | ----- |
| 4.877 | 4.479 | 4.596 | 4.779 | 4.846 | 5.068 | 5.311 |